# Allyson Felix
Allyson Michelle Felix (Los Ángeles, 18 de noviembre de 1985) es una deportista estadounidense que compitió en atletismo, especialista en las carreras de velocidad. Es la atleta más laureada de todos los tiempos: siete veces campeona olímpica y catorce veces campeona mundial.

## Trayectoria
Participó en cinco Juegos Olímpicos de Verano, obteniendo en total once medallas: plata en Atenas 2004, en 200 m, dos en Pekín 2008, oro en 4 × 400 m y plata en 200 m, tres de oro en Londres 2012, en 200 m, 4 × 100 m y 4 × 400 m, tres en Río de Janeiro 2016, oro en 4 × 100 m y 4 × 400 m y plata en 400 m, y dos en Tokio 2020, oro en 4 × 400 m y bronce en 400 m.
Ganó diecinueve medallas en el Campeonato Mundial de Atletismo entre los años 2005 y 2022, y una medalla de oro en el Campeonato Mundial de Atletismo en Pista Cubierta de 2010. Aparte, obtuvo veintidós victorias en la Liga de Diamante.
En 2007 se graduó en Pedagogía por la Universidad del Sur de California. En 2012 fue elegida Atleta del año por la IAAF.
Se retiró de la competición a los 36 años, después de participar en el Campeonato Mundial de 2022. En 2024 fue nombrada miembro del Comité Olímpico Internacional.

## Palmarés internacional
| Juegos Olímpicos                     | Juegos Olímpicos        | Juegos Olímpicos  | Juegos Olímpicos |
| Año                                  | Lugar                   | Medalla           | Prueba           |
| ------------------------------------ | ----------------------- | ----------------- | ---------------- |
| 2004                                 | Atenas (Grecia)         | Medalla de plata  | 200 m            |
| 2008                                 | Pekín (China)           | Medalla de oro    | 4 × 400 m        |
| 2008                                 | Pekín (China)           | Medalla de plata  | 200 m            |
| 2012                                 | Londres (Reino Unido)   | Medalla de oro    | 200 m            |
| 2012                                 | Londres (Reino Unido)   | Medalla de oro    | 4 × 100 m        |
| 2012                                 | Londres (Reino Unido)   | Medalla de oro    | 4 × 400 m        |
| 2016                                 | Río de Janeiro (Brasil) | Medalla de oro    | 4 × 100 m        |
| 2016                                 | Río de Janeiro (Brasil) | Medalla de oro    | 4 × 400 m        |
| 2016                                 | Río de Janeiro (Brasil) | Medalla de plata  | 400 m            |
| 2020                                 | Tokio (Japón)           | Medalla de oro    | 4 × 400 m        |
| 2020                                 | Tokio (Japón)           | Medalla de bronce | 400 m            |
| Campeonato Mundial                   |                         |                   |                  |
| Año                                  | Lugar                   | Medalla           | Prueba           |
| 2005                                 | Helsinki (Finlandia)    | Medalla de oro    | 200 m            |
| 2007                                 | Osaka (Japón)           | Medalla de oro    | 200 m            |
| 2007                                 | Osaka (Japón)           | Medalla de oro    | 4 × 100 m        |
| 2007                                 | Osaka (Japón)           | Medalla de oro    | 4 × 400 m        |
| 2009                                 | Berlín (Alemania)       | Medalla de oro    | 200 m            |
| 2009                                 | Berlín (Alemania)       | Medalla de oro    | 4 × 400 m        |
| 2011                                 | Daegu (Corea del Sur)   | Medalla de oro    | 4 × 100 m        |
| 2011                                 | Daegu (Corea del Sur)   | Medalla de oro    | 4 × 400 m        |
| 2011                                 | Daegu (Corea del Sur)   | Medalla de plata  | 400 m            |
| 2011                                 | Daegu (Corea del Sur)   | Medalla de bronce | 200 m            |
| 2015                                 | Pekín (China)           | Medalla de oro    | 400 m            |
| 2015                                 | Pekín (China)           | Medalla de plata  | 4 × 100 m        |
| 2015                                 | Pekín (China)           | Medalla de plata  | 4 × 400 m        |
| 2017                                 | Londres (Reino Unido)   | Medalla de oro    | 4 × 100 m        |
| 2017                                 | Londres (Reino Unido)   | Medalla de oro    | 4 × 400 m        |
| 2017                                 | Londres (Reino Unido)   | Medalla de bronce | 400 m            |
| 2019                                 | Doha (Catar)            | Medalla de oro    | 4 × 400 m        |
| 2022                                 | Eugene (Estados Unidos) | Medalla de oro    | 4 × 400 m        |
| 2022                                 | Eugene (Estados Unidos) | Medalla de bronce | 4 × 400 m mixto  |
| Campeonato Mundial en Pista Cubierta |                         |                   |                  |
| Año                                  | Lugar                   | Medalla           | Prueba           |
| 2010                                 | Doha (Catar)            | Medalla de oro    | 4 × 400 m        |